# Less Than Jake
Less Than Jake är ett amerikanskt ska-punkband bildat 1992 i Gainesville, Florida. Den nuvarande banduppsättningen består av Chris Demakes (gitarr, sång), Roger Manganelli (bas, sång), Matt Yonker (trummor), Buddy Schaub (trombon) och Peter "JR" Wasilewski (saxofon).

## Diskografi
- 1995 – Pezcore
- 1995 – Losers, Kings, and Things We Don't Understand
- 1996 – Losing Streak
- 1998 – Hello Rockview
- 1999 – Pesto
- 2000 – Borders & Boundaries
- 2002 – Goodbye Blue And White
- 2003 – Anthem
- 2006 – In with the Out Crowd
- 2008 – GNV FLA
- 2013 – See the Light
- 2017 - Sound the Alarm
- 2020 - Silver Linings
- 2024 - Uncharted